# メリーランド (戦艦)
メリーランド (USS Maryland, BB-46) は、アメリカ海軍の戦艦。
コロラド級戦艦の2番艦である。
艦名はメリーランド州にちなむ。
その名を持つ艦としては3隻目にあたる。
名前の上ではコロラド級2番艦だが、同型艦4隻の中で最初に竣工したためネームシップと見なされ、メリーランド級戦艦、メリーランド型戦艦と表記する場合がある。
愛称は「メリー（メアリー）」 (Mary) 、「ファイティング・メリー」 (Fighting Mary) 、「オールド・メリー」(Old Mary) 。

## 概要
メリーランド (USS Maryland，BB-46) は、アメリカ海軍が第二次世界大戦で運用した標準型戦艦で、コロラド級戦艦の2番艦。
ニューポート・ニューズ造船所で建造されて1921年（大正10年）7月に竣工し、同級4隻のうち唯一ワシントン海軍軍縮条約までに竣工した。このためメリーランド級戦艦と呼称することもある。
16インチ砲連装砲塔四基（計8門）を搭載した本級は、海軍休日時代 (Naval Holiday) に、「世界七大戦艦（ビッグ・セブン）」や「ビッグ・ファイヴ」と称された。 
メリーランドは1941年（昭和16年）12月7日（日本時間8日）の真珠湾攻撃で空襲により小破し、修理を兼ねて近代化改装がおこなわれた。
1942年（昭和17年）前半には戦列に復帰し、護送任務や警戒任務に従事する。1943年（昭和18年）中盤以降にアメリカ軍の本格的反攻がはじまると、主に上陸作戦における地上部隊支援任務に従事した。1944年（昭和19年）6月22日、サイパン島攻防戦で一式陸上攻撃機の魚雷攻撃により艦首に被雷、修理と改装工事をおこなう。
同年10月中旬以降のフィリピン攻防戦における本艦は第7艦隊隷下の第77任務部隊（指揮官オルデンドルフ少将）に所属して上陸部隊を支援した。
10月25日未明のスリガオ海峡夜戦では、僚艦と共に“西村艦隊”を撃滅して勝利した（レイテ沖海戦、両軍の戦闘序列）。11月27日、一式戦闘機の航空特攻により損傷し、真珠湾に帰投して修理をおこなう。
1945年（昭和20年）3月以降の沖縄戦から戦列に復帰し、第5艦隊隷下のモートン・デヨ少将に率いられ、地上部隊支援任務に従事する。4月7日、戦艦大和が海上特攻部隊として沖縄を目指していたので、第5艦隊司令長官スプルーアンス大将はデヨ部隊の戦艦部隊で迎撃する手筈を整えた。メリーランドも大和との決戦に備えたが特攻機に突入されて損傷し、さらに大和は第58任務部隊の艦上機により撃沈されていた。アメリカ本土で修理中に日本の降伏という事態を迎え、連合軍将兵の復員作戦に従事したあと、予備役となった。1959年（昭和34年）に解体された。

## 艦歴

### 太平洋戦争まで

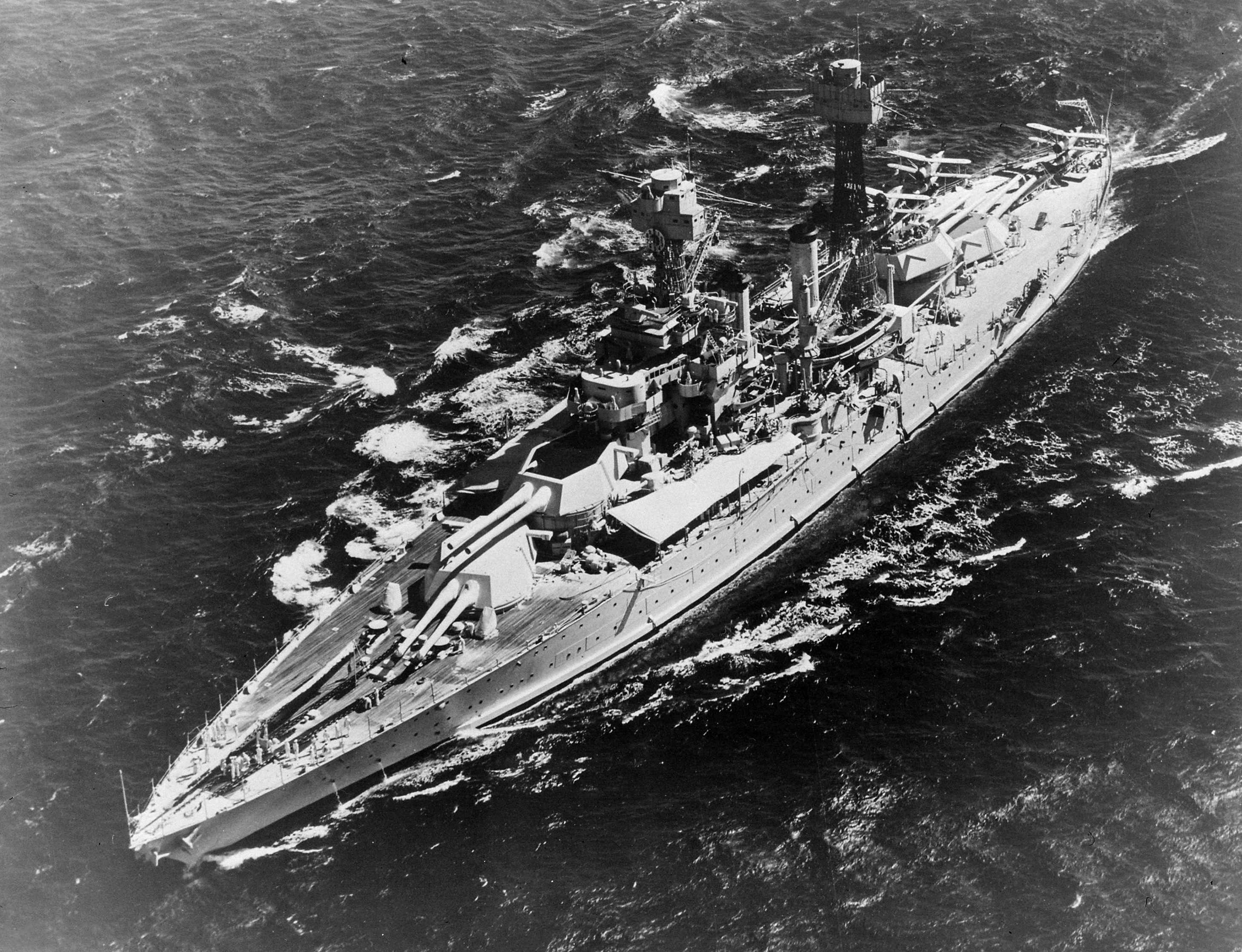
近代化改装後のメリーランド

アメリカ海軍はダニエルズ・プランにより、16インチ砲（40.6cm砲）を搭載したコロラド級戦艦を4隻建造することになった。前級のテネシー級戦艦は14インチ50口径砲三連装砲塔四基（合計12門）だったが、日本海軍が長門型戦艦に16インチ砲を搭載することが判明する。アメリカは今後建造されるテネシー級の主砲を強化する意向を固め、16インチ45口径砲連装砲塔四基（合計8門）を搭載することになった。
1番艦コロラドと3番艦ワシントンはニューヨーク造船所で建造され、2番艦メリーランドと4番艦ウェストバージニアはニューポート・ニューズ造船所で建造された。メリーランドのみ1917年度予算で起工し、他3艦は1919年度予算で建造されたという。
メリーランドは1917年（大正6年）4月24日にバージニア州ニューポート・ニューズのニューポート・ニューズ造船所で起工した。1920年（大正9年）3月20日にE・ブルック・リー夫人（メリーランド州監査役の妻）によって命名、進水し、1921年（大正10年）7月21日に初代艦長C・F・プレストン大佐の指揮下就役した。メリーランドは、起工、進水、就役の全てで1番艦コロラド（起工1919年5月29日、進水1921年3月22日、就役1923年8月30日）に先行している。本艦は、アメリカ合衆国において最初に就役した16インチ砲搭載戦艦になった。
本艦就役後の同年11月中旬よりワシントン会議がはじまる。
翌年2月にワシントン海軍軍縮条約が結ばれ、コロラド級戦艦3番艦のワシントンは、標的艦として処分された。
戦艦として就役したのは3隻（コロラド、メリーランド、ウェストバージニア）であった。
16インチ砲を搭載した列強各国の戦艦7隻は、世界七大戦艦や、ビッグ・セブンと評された。アメリカでは、コロラド級3隻（コロラド、メリーランド、ウェストバージニア）とテネシー級2隻（テネシー、カリフォルニア）でビッグ5 (Big Five) と称されて親しまれた。

### 真珠湾攻撃

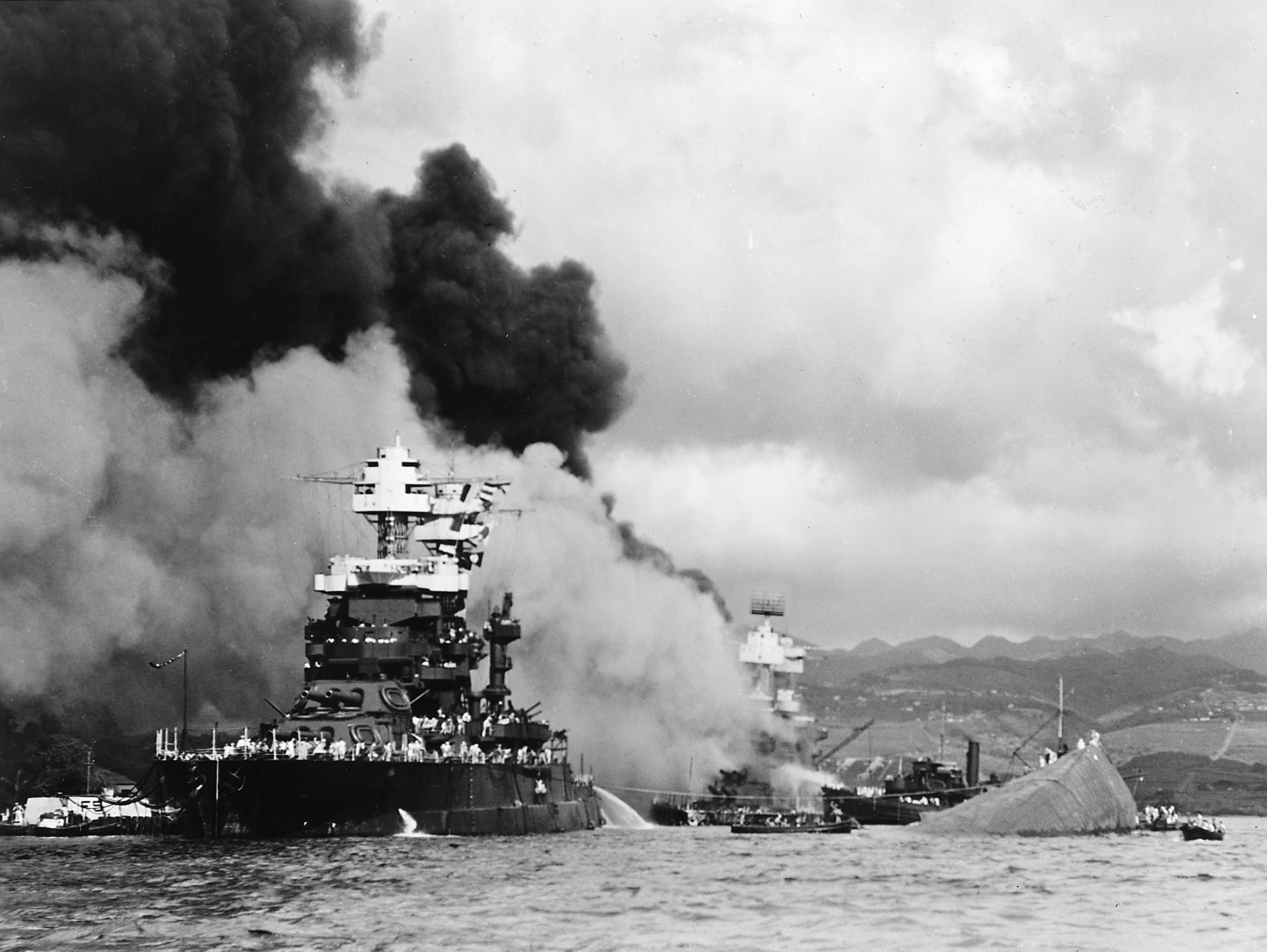
転覆したオクラホマと、損傷したメリーランド。後方ではウェストバージニアが炎上している。

海軍休日時代のコロラド級戦艦は、主砲を16インチ45口径砲Mk.5に交換したり、副武装や航空艤装に多少の変更があった程度で、自国のニューメキシコ級戦艦や他国の旧式戦艦のような本格的近代改装を実施されていなかった。
1939年（昭和14年）9月に第二次世界大戦が始まると、メリーランドはコロラド級3隻の中で最初にバルジ装着工事を受けた。また四連装28mm対空機銃を姉妹艦3隻の中で唯一装備していた。
1941年（昭和16年）12月7日（日本時間12月8日）朝、南雲機動部隊の日本軍空母6隻から発進した艦上機がパールハーバーを奇襲した（真珠湾攻撃）。
太平洋艦隊の第四戦艦戦隊 (Battleship Division 4) に所属していたメリーランドは、他の主力艦と共に、真珠湾在泊であった（真珠湾攻撃、両軍戦闘序列）。
フォード島 - 戦艦メリーランド - 戦艦オクラホマの順番で繋留されていたので、戦艦列の内側にいた本艦は魚雷攻撃を受けなかった。
被害を受ける要因となったのは、赤城飛行隊長淵田美津雄中佐が率いる九七式艦上攻撃機の水平爆撃隊（第一波攻撃隊）と、蒼龍飛行隊長江草隆繁少佐が率いる九九式艦上爆撃機の急降下爆撃部隊（第二波攻撃隊）であった。
水平爆撃隊は長門型戦艦の九一式徹甲弾（16インチ砲）を改造した800kg爆弾を搭載していた。
日本側記録では、ウェストバージニヤ型戦艦（メリーランド、目標Ｅ）に800kg徹甲爆弾2発（赤城攻撃隊投下）、急降下爆撃では赤城攻撃隊・加賀攻撃隊・飛龍攻撃隊が250kg爆弾計7発以上命中を観測した。アメリカ側記録では、大型爆弾1発、250kg爆弾1発、至近弾多数の命中を記録した。戦死者は4名であったという。1発は艦首部分に命中し、3.7 m　x 6.1 m　の破孔を形成した。2発目は10番フレーム付近に命中し、この爆発により浸水が発生し船体が前部方向に1.5m沈下した。
メリーランドの外側にいたオクラホマは、日本軍機の雷撃をまともに受け、魚雷多数が命中して転覆した。オクラホマから脱出した乗員はメリーランドに移って対空射撃を行っている。また航空機用ガソリンを満載した状態で戦艦列のガソリン桟橋にいた油槽艦ネオショーは、第一次空襲と第二次空襲の間隙をぬって自力で退避した。これはアメリカ側にとって幸運な結果となった。メリーランドとオクラホマの前方に停泊していたネオショーが仮に被弾して爆発したら、周辺3隻（メリーランド、テネシー、ウェストバージニア）は大火災に巻き込まれて完全に失われた可能性が高い。
日本軍の攻撃が終わったあとは、本艦の横で転覆したオクラホマや、本艦のすぐ後ろで着底した姉妹艦ウェストバージニアなど、周囲の損傷艦の消火活動や救援活動を行った。士気をたかめるため、軍楽隊は後部甲板で勇壮な音楽を演奏するよう命じられたという。
メリーランドの修理は、アメリカ西海岸のピュージェット・サウンド海軍造船所で行われた。

### 1942年から1944年の行動

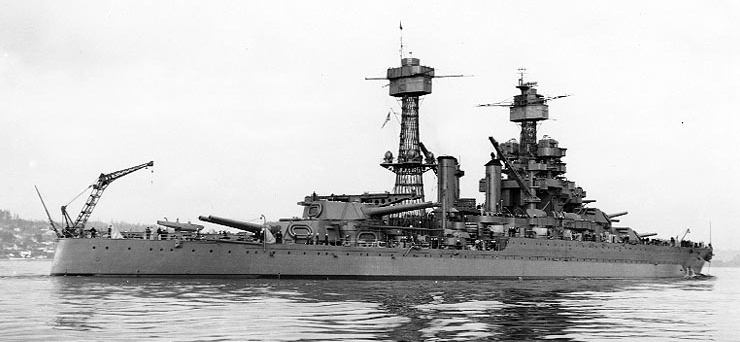
1942年2月9日のメリーランド。太平洋戦争前の姿をとどめている。

損傷の修理と並行して対空火器の増強工事をおこなったメリーランドは、1942年（昭和17年）2月26日に修理を終えた。その後も、折を見て対空機銃は増強され続けた。アメリカ海軍標準型戦艦の特徴だった籠マスト (Cage Mast) は、後部のみ戦中期の改装で撤去されたが、前部マストは退役時まで残った。
この頃、大西洋ではイタリア海軍の潜水艦が「メリーランド型戦艦を撃沈した」という噂が流れた。これは5月20日午前0時すぎにマルチェロ級潜水艦「バルバリーゴ」（艦長エンツィオ・グロッジ少佐）がメリーランド型戦艦と護衛駆逐艦部隊を発見し、戦艦にむけて魚雷2本を発射、撃沈したという報道である。イタリア政府は特別発表をおこない、イタリア国民は喝采をおくり、グロッジ少佐は中佐に昇進した。グロッジが見たメリーランド型戦艦とはオマハ級軽巡洋艦2隻であり、「ミルウォーキー」が雷撃を受けたが無傷であった。
同年5月下旬に日本軍が発動したMI作戦と、それにともなう6月初旬のミッドウェー海戦は日米双方の空母機動部隊同士の決戦となり、戦艦部隊には出番がなかった（両軍戦闘序列）。メリーランドを含めた任務部隊はウィリアム・パイ中将に率いられ、護衛空母ロング・アイランドと共にパトロールを実施した。
1943年から1944年にかけてのメリーランドとコロラドは、タラワの戦い、クェゼリンの戦い、サイパンの戦いに参加した。
ガルヴァニック作戦にともなうギルバート・マーシャル諸島の戦いでは、レイモンド・スプルーアンス中将が率いる中部太平洋部隊に所属し、ヒル少将の旗艦として1943年（昭和18年）11月下旬のタラワ攻防戦に参加する（連合軍艦隊、戦闘序列）。第2海兵師団のジュリアン・スミス将軍もメリーランドに乗艦していた。戦艦3隻（メリーランド、コロラド、テネシー）は艦砲射撃で日本軍守備隊の防禦施設を破壊し、アメリカ海兵隊の上陸作戦を支援した。だがメリーランドではタラワに対し最初の斉射を行った時に無線機が故障した。上陸作戦中にも無線機の故障に悩まされた。その後は空母機の地上支援や艦砲射撃の正確性も増し、日本側の抵抗力や反撃を粉砕する。連合軍側は、高性能無線装置を持つ海陸両用作戦用旗艦の必要性など、いくつかの戦訓を学ぶことになった。
1944年（昭和19年）6月、連合軍は中部太平洋を横断してマリアナ諸島を攻撃する。海軍部隊を第5艦隊司令長官スプルーアンス提督が指揮し、メリーランドとコロラドは第52任務部隊（Task Force 52）においてオルデンドルフ提督の火力支援部隊に所属していた（連合軍海上部隊、戦闘序列）。サイパン島での艦砲射撃は6月14日05:45から開始され、まずガラパンを砲撃して、砲台や陣地、小型ボート、トーチカ、弾薬庫を破壊した。つづいてタナパグに対して砲撃を行った。艦砲射撃と空襲で日本軍の抵抗力を削いだあと、アメリカ軍はサイパン島に上陸を開始した。

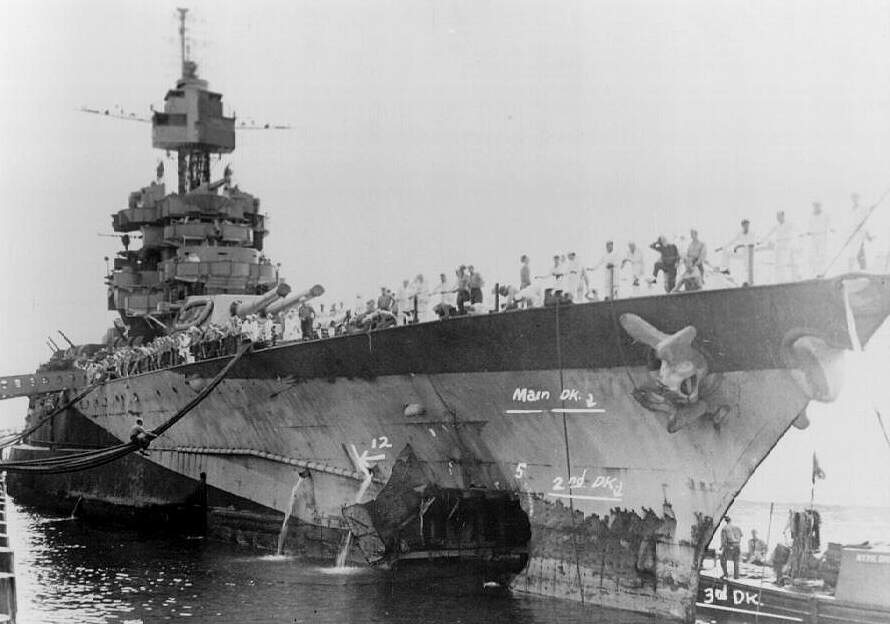
真珠湾に入港したメリーランド。艦首部に魚雷による損傷個所が見える 1944年7月10日撮影

日本軍は、小沢機動部隊と基地航空部隊で反撃を試みた。
6月19日から20日にかけてのマリアナ沖海戦（連合軍呼称“Battle of the Philippine Sea”）で大敗した日本海軍は、各基地の残存航空機で反撃に出る。6月22日、トラック泊地と硫黄島から飛来した小数機が、サイパン島の米軍や同島周辺の米艦隊や輸送船団を攻撃した。このうち一式陸上攻撃機4機がメリーランドを攻撃する。陸攻の雷撃により、右艦首に魚雷1本が命中した。メリーランドは応急修理のために15分後にはエニウェトク環礁への退避を開始し、真珠湾で修理を受けた。艦首に大破孔が出来たために、これらの行程中メリーランドは後進で移動した。2隻の駆逐艦が退避するメリーランドを護衛した。2名がこの攻撃で死亡した。
修理後の1944年9月、ペリリューの戦いで火力支援をおこなう。
10月にはレイテ進攻作戦のため、第7艦隊 (U.S. Seventh Fleet) として行動する。
メリーランドは、ジェシー・B・オルデンドルフ少将が指揮する第77任務部隊第2群（火力支援、砲撃群）に所属していた。
第77任務部隊は、レイテ島上陸作戦を支援した。
同年10月24日深夜から25日未明にかけて、スリガオ海峡で第77任務部隊と、第一遊撃部隊第3部隊（通称“西村艦隊”または“西村部隊”）との間で夜戦が繰り広げられる（レイテ沖海戦、スリガオ海峡夜戦）。
西村艦隊は米軍水雷戦隊の襲撃で戦艦扶桑と駆逐艦3隻が沈没するか戦闘不能となった。オルデンドルフ中将の戦艦部隊の前に現れたのは、戦艦山城、航空巡洋艦最上、駆逐艦時雨だけだった。
メリーランド以下の戦列部隊は、西村艦隊残存3隻に集中攻撃を加える。第77任務部隊は山城を撃沈し、味方駆逐艦アルバート・W・グラントを同士討ちで撃破したのみで、最上と時雨に逃げられた。メリーランドは西村艦隊残存3隻を明確に識別できず、ウェストバージニアの弾着の水柱を照準にして砲撃をおこなった。主砲発射弾数は48発であったという。
レイテ島攻防戦における日本陸軍航空部隊の基幹戦力は、第四航空軍（司令官富永恭次陸軍中将）であった。11月29日、一〇〇式司令部偵察機がレイテ湾に集結した連合国軍大輸送船団（輸送船150隻）を発見する。第四航空軍隷下の第2飛行師団は、特別攻撃隊の靖国隊（大坪明陸軍少尉以下一式戦闘機6機、直掩：一式戦5機）を発進させた。靖国隊は同日夕刻にレイテ湾の連合軍大艦隊に突入して、戦艦1隻撃沈、戦艦または巡洋艦1隻大破炎上、輸送船3隻炎上を報じた。
連合軍側の記録では、戦艦メリーランド、駆逐艦ソーフリー、駆逐艦オーリックが特攻機の突入で損傷している。メリーランドを攻撃した一式戦「隼」は、前部主砲塔間に体当たりした。炎上した本艦では31人が死亡し、30人が負傷した。メリーランドは修理のため12月18日に真珠湾に帰還した。

### 1945年以降

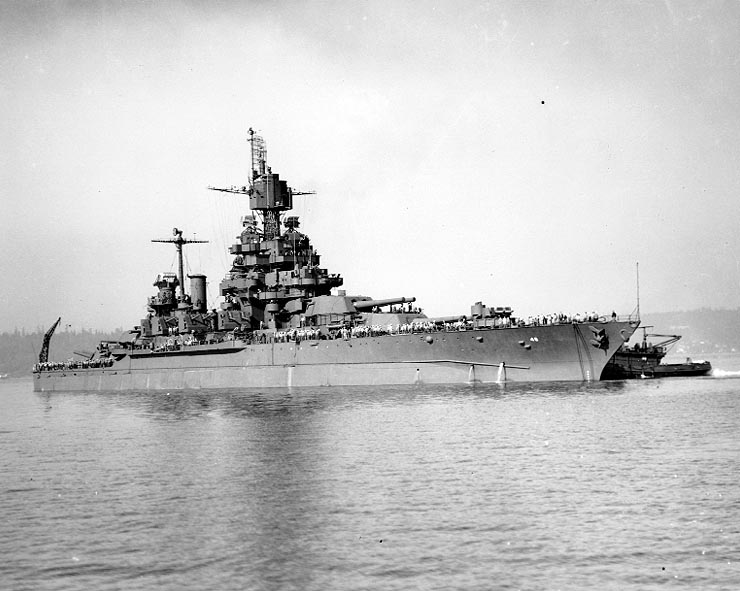
1945年8月に撮影されたメリーランド

メリーランドは沖縄戦のため1945年（昭和20年）3月初頭に復帰し、16日にウルシー環礁に到着した。沖縄戦におけるコロラド級3隻（コロラド、メリーランド、ウェストバージニア）は、レイモンド・スプルーアンス大将が率いる第5艦隊 (U.S. Fifth Fleet) においてモートン・デヨ少将の第54任務部隊に所属した。沖縄上陸作戦がはじまると、第54任務部隊（射撃支援隊）は第51任務部隊（統合派遣隊、指揮官ターナー中将）の上陸作戦を支援した。
3月26日、日本海軍は天一号作戦を発動し、4月初旬には菊水作戦も発動する。九州各地に基地をおく日本海軍の航空艦隊と第六航空軍（司令官菅原道大陸軍中将）および第八飛行師団（飛行団長山本健児陸軍中将）から、特攻隊を含む大部隊が沖縄方面の連合軍を撃滅すべく出撃した。
この過程で、日本海軍は戦艦大和と第二水雷戦隊等で水上特攻隊を編成する。大和部隊は、沖縄の日本陸軍（第32軍）総攻撃に呼応して、沖縄方面に突入することになった。
4月6日夕刻、B-29が瀬戸内海を出撃しようとする日本艦隊を発見した。つづいて連合軍潜水艦2隻が九州東岸を南下する第一遊撃部隊（大和部隊）を発見して各方面に通報した。
スプルーアンス大将は第54任務部隊（デイヨ少将）の戦艦部隊で大和部隊を迎え撃つ方針であった。第54任務部隊に加わっている大勢の士官たちも、スプルーアンスやデヨと同様に、大和との対決を望んでいた。ところがマーク・ミッチャー中将指揮下の第58任務部隊（空母機動部隊）も大和を撃沈する決意を固めており、密かに攻撃隊発進の手筈を整えていた。
4月7日、大和部隊との「会敵が予想される直前」に沖縄周辺のアメリカ艦隊は神風特別攻撃隊と振武隊に襲われる。
これは菊水一号作戦により各地の航空基地から出撃してきた特攻機であった。
18時43分、アメリカ艦隊は未確認機1機を発見し、巡洋艦部隊が対空砲火を浴びせたが、この特攻機を撃墜できなかった。メリーランドに右舷から250キロ爆弾を装備した特攻機が突入し、3番砲塔の天蓋部分に命中して大規模な火災が発生する。20mmの機銃座は破壊され、第3砲塔も使用不能に陥った。10人が死亡し、37人が負傷して6人が行方不明になった。メリーランドの艦長や乗員たちも大和との対決を望んで戦列を離れようとせず、デヨ少将から報告を求められた際に、「戦闘航海に支障なし」と嘘をついて重大な損害を隠した。しかし、メリーランドがこの特攻機の攻撃を受けたのは7日の夕方であり、すなわち大和はアメリカ海軍空母機動部隊の空襲により、午後2時30分過ぎに沈没した後であった。メリーランドの艦長や乗員、並びにその上官であるデヨ少将らは、この特攻攻撃の後に、大和がミッチャー中将の第58任務部隊によって沈められていたことを知ることになる。
メリーランドは4月14日に沖縄を離れ、グアムと真珠湾を経由して、ピュージェット・サウンド海軍造船所で3番主砲塔の修理とオーバーホールを受けた。10門の主砲は寿命を迎えていたために全て交換された。高角砲も38口径12.7cm砲片舷4基（計8基16門）に換装したり、各種装備の改善や重量軽減対策をおこなう。作業は8月までかかり、メリーランドが再び戦場に戻ることは無かった。
日本の降伏により太平洋戦争は終結した。終戦後、マジック・カーペット作戦でアメリカ西海岸と真珠湾の間を5回航海し、8,000人以上の軍人を米国に送り返した。1947年（昭和22年）4月3日にブレマートンで退役し、 1959年（昭和34年）7月8日にカリフォルニア州オークランドで、スクラップとして売却されのちに解体された。

## 栄典
- アメリカ防衛軍務勲章…「艦隊」略章付
- アメリカ戦役勲章
- アジア-太平洋戦役勲章（英語版）…従軍星章（英語版）7個付
- 第二次世界大戦戦勝勲章（英語版）

メリーランドは第二次世界大戦の戦功により7個の従軍星章を受章した。